# 1998 QB69
1998 QB69 är en asteroid i huvudbältet som upptäcktes den 24 augusti 1998 av LINEAR i Socorro County, New Mexico.
Asteroiden har en diameter på ungefär 30 kilometer och den tillhör asteroidgruppen Hanskya.